# Lunds kommun
 For alternative betydninger, se Lund. (Se også artikler, som begynder med Lund)
Lunds kommun er en kommune i Skåne län (Skåne) i Sverige. Kommunen har et areal på 440 km2
og et befolkningstal på 131.590 (2024) indbyggere. Hovedbyen og den største by er byen Lund.

## Byområder
Der er 9 byområder i Lunds kommun:
| # | Byområde        | Indbyggere   |
| - | --------------- | ------------ |
| 1 | Lund            | 98.308(2023) |
| 2 | Dalby           | 6.969(2023)  |
| 3 | Södra Sandby    | 6.886(2023)  |
| 4 | Veberöd         | 5.647(2023)  |
| 5 | Genarp          | 3.180(2023)  |
| 6 | Stångby         | 2.430(2023)  |
| 7 | Torna Hällestad | 777(2023)    |
| 8 | Idala           | 738(2010)    |
| 9 | Revingeby       | 530(2023)    |